# 頭臂幹
頭臂幹即頭臂動脈幹，為主動脈弓的第一條分支，主要供應頭部右側、右頸，右臂血流的总动脉幹。頭臂幹在向右上方纵贯颈根部后，分出右锁骨下动脉和右颈总动脉。
頭臂幹另有许多异名，如：頭肱幹、頭肱動脈幹、头臂动脉（brachiocephalic artery）、头肱动脉、無名動脈（innominate artery）。
頭臂幹位於縱隔內，在其自主動脈弓分出之後，主動脈弓隨即分出右頸總動脈及右鎖骨下動脈。本動脈僅位於身體右側，左側的頸總動脈及鎖骨下動脈皆由主動脈弓直接分出，不過兩側皆有頭臂靜脈。

## 其他圖像

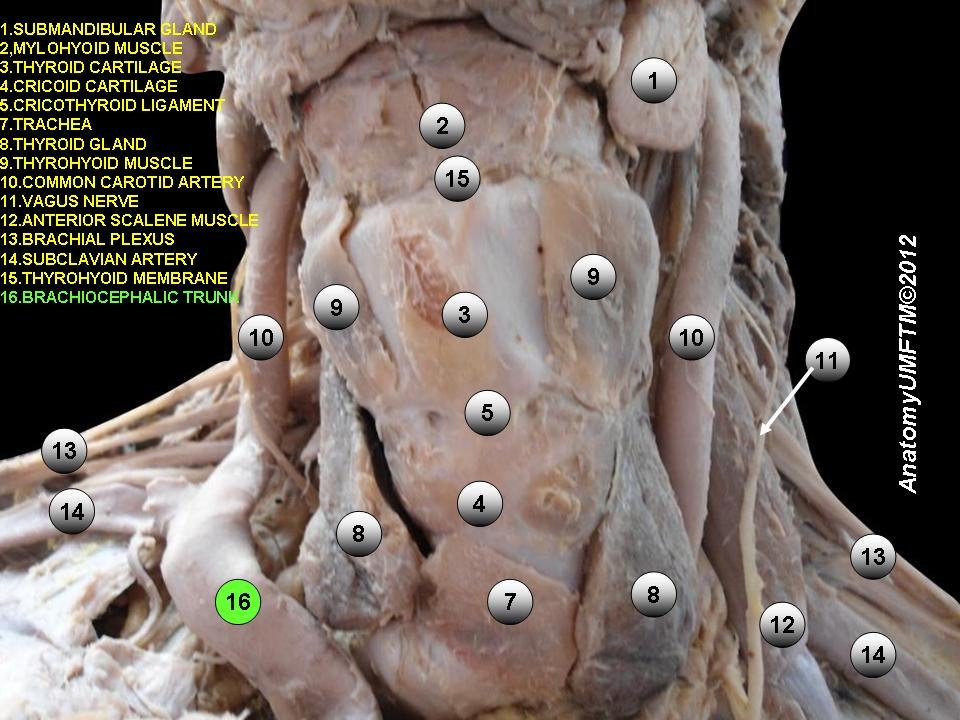
頭臂動脈幹
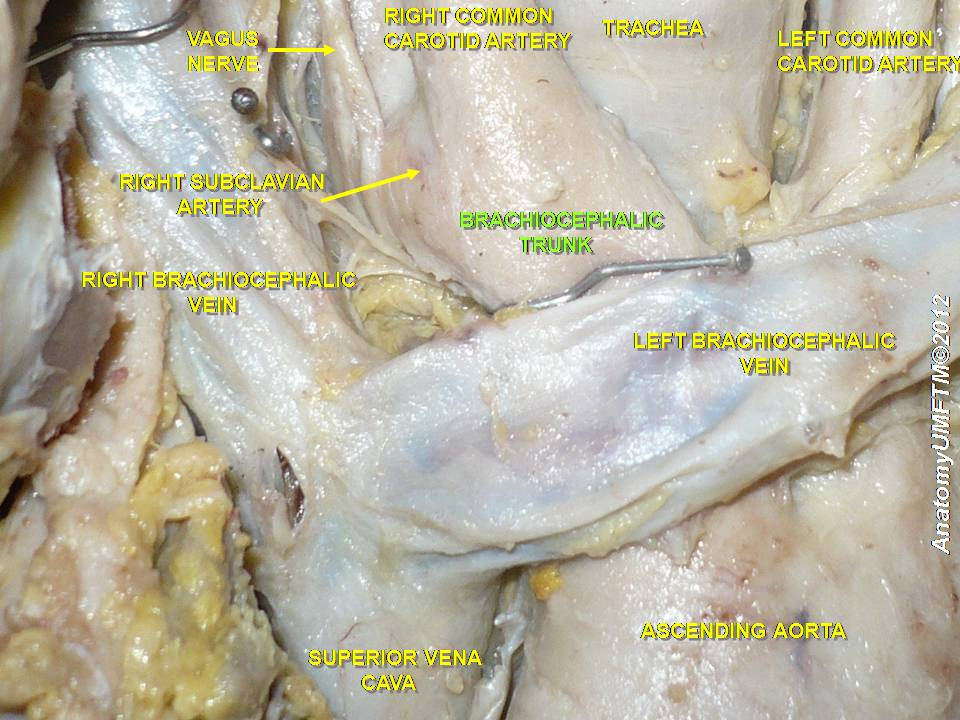
頭臂動脈幹

## 外部連結
- Anatomy figure: 21:06-02 at Human Anatomy Online, SUNY Downstate Medical Center